# عامر بهجت
عامر بن محمد فداء بهجت (ولد 1404 هـ / 1983 م) فقيه حنبلي، ومدرِّس الفقه بالمسجد النبوي، وفي جامعة طيبة.

## سيرته
ولد عامر بن محمد فداء بن محمد عبد المعيطي بهجت المدني في المدينة المنورة، يوم 29 صفر سنة 1404هـ الموافق 3 ديسمبر (كانون الأول) 1983م.
عمل البكالوريوس في الشريعة من كلية الشريعة بجامعة الإمام محمد بن سعود الإسلامية بالرياض، والماجستير في الفقه المقارن بتقدير ممتاز من قسم المقارن الفقه -المعهد العالي للقضاء- من الجامعة نفسها، والدكتوراه من قسم الفقه بكلية الشريعة بالجامعة الإسلامية بالمدينة المنورة.

## الشهادات العلمية
- البكالوريوس من كلية الشريعة بجامعة الإمام محمد بن سعود الإسلامية.
- الماجستير في الفقه المقارن بتقدير ممتاز من جامعة الإمام محمد بن سعود الإسلامية.
- الدكتوراه في الفقه من الجامعة الإسلامية بالمدينة المنورة بتقدير ممتاز مع مرتبة الشرف الأولى.
- شهادة المدقق والمراقب الشرعي من هيئة المحاسبة والمراجعة للمؤسسات المالية الإسلامية من مملكة البحرين.
- شهادة المصرفي الإسلامي المعتمد بتقدير ممتاز من المجلس العام للبنوك الإسلامية من مملكة البحرين.
- شهادة المدرب المحترف من عمادة خدمة المجتمع من جامعة الملك عبدالعزيز.
- شهادة المدرب المعتمد لنشر ثقافة الحوار من مركز الملك عبدالعزيز للحوار الوطني.
- الإجازات العلمية والمسموعات.
- سماع صحيح البخاري كاملًا مع الإجازة بالإسناد إلى الإمام البخاري ومنه إلى رسول الله.
- سماع صحيح الإمام مسلم كاملًا مع الإجازة بالإسناد إلى الإمام مسلم ومنه إلى رسول الله.
- سماع جميع كتب الشمائل المحمدية للترمذي بالإسناد المتصل إليه ومنه إلى رسول الله.
- سماع موطأ الإمام مالك. وغيرها.[4]

## المشاركة في المؤتمرات
- مؤتمر "نحو منهج علمي أصيل في دراسة القضايا الفقهية المعاصرة" بمركز التميز البحثي في فقه القضايا المعاصرة بجامعة الإمام محمد بن سعود الإسلامية، شارك فيه ببحث عن الأخطاء المنهجية في دراسة المسائل المعاصرة.
- مؤتمر "تدريس فقه القضايا المعاصرة في الجامعات السعودية" بمركز التميز البحثي في جامعة الإمام محمد بن سعود الإسلامية، شارك فيه ببحث عن مقررات الفقه في الجامعات السعودية.
- ندوة "نحو منهجية أصيلة للمسائل المستحدثة" شارك فيه ببحث عن معايير تحديد المسائل المستحدثة.
- الملتقى العلمي الأول للأئمة والخطباء بجامعة طيبة بالمدينة المنوَّرة، شارك فيه ببحث عن تعامل الأئمة والخطباء مع فقه النوازل. وغيرها.[5]

## الخبرات العملية والوظائف
- تدريس الثقافة الإسلامية في جامعة الملك عبدالعزيز بجدة.
- تدريس الفقه وأصوله في جامعة طيبة، المعهد العالي للأئمة والخطباء.
- تدريس الفقه وأصوله بمساجد المملكة العربية السعودية بالتعاون مع مراكز الدعوة والإرشاد التابعة لوزارة الشؤون الإسلامية.
- المشاركة في إعداد مقرر الفقه للدورات العلمية التي يقيمها المعهد العالي للأئمة والخطباء.
- أستاذ مساعد بجامعة طيبة. وغيرها.

## مشايخه
- عبد الله بن عبد العزيز العقيل.
- عبد الله بن عبد الرحمن الجبرين.
- صالح بن فوزان بن عبد الله الفوزان.
- محمد بن أحمد باجابر.
- أحمد بن ناصر القعيمي.[6]

## مؤلفاته وكتبه
- التدريبات على الورقات في أصول الفقه.
- أسئلة وإجابات على متن أخصر المختصرات.
- الجمع البهيّ لمنظومات الفقه الحنبليّ.
- تصحيح الفروع لابن عبد الهادي، (حاشية).
- شرح النظم الجلي في الفقه الحنبلي.
- النظم البين في الفقه المتعين.
- نظم الأساس في العبادات.
- منظومة رسم المفتي الحنبلي.
- الأساس في المعاملات الجارية بين الناس، (نظم مختصر لفقه المعاملات المالية).
- منظومة المقادير الشرعية بالوحدات.
- النظم الصغير من مختصر التحرير.
- النظم الأصغر في الفقه.
- بداية الدين بشرح النظم البين في الفقه المتعين.
- منظومة فقه النوازل.
- منظومة أحسن الاخلاق.
- منظومة التوحيد والإيمان.
- نظم سور القرآن.
- شرح زاد المستنقع.
- شرح فروع الفقه.
- النظم المعسول في تعليم الأصول، (نظم في أصول الفقه على مذهب المالكية).
- أصغر الأنظام للفتاة والغلام في فقه أبي حنيفة الإمام، (نظم نحو 30 بيت للصغار مبني على فقه الحنفي).
- النظم المرتب في أصول الفقه المحبب، (على أصول الشافعية).